# Нілоти

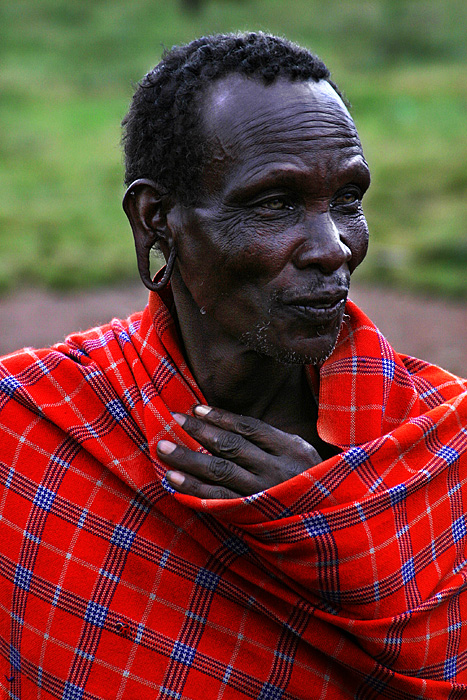
Літній масай, 2007

Ніло́ти або ніло́тські народи — група споріднених народів (динка, луо, шиллуки, нуери, барі, масаї тощо) у Східній Африці.

## Територія розселенняі чисельність
Нілотські народи населяють басейн Верхнього і Середнього Нілу за течіями річок Бахр-ель-Джебель (Блакитний Ніл) і Собат в Південному Судані, на території між озерами Вікторія і Туркана в Уганді і Кенії, в Танзанії, а також у прилеглому прикордонні ДР Конго, Ефіопії та Єгипту.
Загальна чисельність нілотів становить близько 10 млн осіб (оцінка). В Південному Судані нілоти, згідно з різними оцінками, становлять більшість від усього населення країни.

## Антропологія і мови
Нілоти є яскраво вираженими негроїдами. Вирізняються високим зростом, відносно видовженою формою голови, атлетичною статурою тощо.
Нілотські народи розмовляють мовами однієї мовної групи (Нілотські мови), що належить до ніло-сахарської макросім'ї мов.
До нілотів нерідко зараховують нубійців або принаймні гірських нубійців.

## Історія і суспільство
Аж до ХХ століття нілотські землі страждали через набіги работоргівців.
Наприкінці XIX ст. більшість нілотів, в т.ч. і представники одних народів, виявилися розділеними межами колоніальних утворень західноєвропейських метрополій.
Дотепер більшість нілотів зберігають залишки родоплемінних відносин. 

## Господарство і культура
Основне господарське заняття — розведення і випас великої рогатої худоби, землеробство. Розвитку набули рибальство, мисливство, частково ремесла.
Нілотам, більшою чи меншою мірою, притаманні спільні та/або подібні риси матеріальної та духовної культури.
Більшість нілотів дотримуються місцевих традиційних культів і вірувань; частина з них (луо, нубійці) були навернуті до ісламу. Ще деякі з нілотів прийняли християнство завдяки активній діяльності місіонерів.

## Етноси
- Аси (народ)

## Мови
- Аарійська мова